# Saint-Fraimbault
Saint-Fraimbault település Franciaországban, Orne megyében. Lakosainak száma 542 fő (2022. január 1.). Saint-Fraimbault Saint-Mars-d’Égrenne, Couesmes-Vaucé, Soucé, Ceaucé, Torchamp és Passais Villages községekkel határos.

## Népesség
A település népessége az elmúlt években az alábbi módon változott:
| Lakosok száma | 570  | 560  | 568  | 539  | 541  | 539  | 537  | 540  | 542  |
|               | 2013 | 2015 | 2016 | 2017 | 2018 | 2019 | 2020 | 2021 | 2022 |